# Папин
Папин (слч. Papín) насељено је мјесто са административним статусом сеоске општине (слч. obec) у округу Хумење, у Прешовском крају, Словачка Република.

## Становништво
| Година:    | 1994. | 2004.   | 2014.   | 2024.    |
| ---------- | ----- | ------- | ------- | -------- |
| Број људи: | 1110  | 1075    | 999     | 869      |
| Разлика:   |       | -3,15 % | -7,06 % | -13,01 % |

| Година:    | 2023. | 2024.   |
| ---------- | ----- | ------- |
| Број људи: | 868   | 869     |
| Разлика:   |       | +0,11 % |

Према подацима о броју становника из 2024. године насеље је имало 869 становника.